# Villa Romée
La Villa Romée est une villa de Cannes, inscrite au titre des monuments historiques et labellisée « Patrimoine du XXe siècle ».

## Histoire
La villa construite en 1928 est l'un des premiers bâtiments réalisés par l'architecte Georges-Henri Pingusson en collaboration avec l'architecte Paul Furiet. La villa a été édifiée dans le cadre l'opération de lotissement de la villa des Pins. Elle a été commanditée par une riche mécène du monde du théâtre, madame Marielle Octavie Aron, veuve de Jacques-Isidore Gompel, mort pour la France en 1918. Madame Gompel vend sa maison en 1935. Malgré sa grande qualité architecturale, la villa a connu une période d'abandon et de squat.

## Architecture
La villa Romée mêle un style régionaliste avec des éléments d'art moderne rappelant certains bâtiments de Frank Lloyd Wright : porte-à-faux importants avec des balcons en lignes droites marquées et des ouvertures en hublot. 

## Situation géographique
La villa se trouve au no 5 de l'esplanade du Golfe dans le quartier de La Croix-des-Gardes à Cannes, ville de la Côte d'Azur située dans les Alpes-Maritimes et la région Provence-Alpes-Côte d'Azur (France).

## Fonction
La villa est gérée par l'association Maison de l'Architecture Villa Romée qui a pour objet la promotion de l'architecture et tous les arts et activités qui s'y rattachent. L'équipe de la Maison de l’Architecture organise depuis 15 ans dans la villa des conférences, rencontres professionnelles, visites de chantier, voyages d'études, débats, projections de film ou expositions.

## Protection du patrimoine
La villa a été inscrite au titre des monuments historiques par arrêté du 25 mars 1994 et versée à l'inventaire général du patrimoine culturel dans le cadre de l'étude du patrimoine balnéaire de Cannes. L'édifice a reçu le label « Patrimoine du XXe siècle ».